# Кім Гі Су
Кім Гі Су (кор. 김기수; 17 вересня 1939, Пукчхон — 10 червня 1997, Сеул) — корейський професійний боксер, представник середніх і напівсередніх вагових категорій. Виступав за збірну Південної Кореї з боксу наприкінці 1950-х років, переможець Азійських ігор, учасник літніх Олімпійських ігор у Римі. В період 1961—1969 років боксував на професійному рівні, чемпіон світу за версіями WBC та WBA (1966—1968) в першій середній вазі.

## Біографія
Кім Гі Су народився 17 вересня 1939 року в повіті Пукчхон провінції Хамген-Намдо (нині територія КНДР). Навчався в Університеті Кенхі в Сеулі, де отримав ступінь у галузі фізичного виховання.

### Аматорська кар'єра
У сезоні 1958 року на Азійських іграх у Токіо завоював золоту нагороду в напівсередній ваговій категорії.
Удостоївся права захищати честь країни на літніх Олімпійських іграх 1960 року в Римі — у категорії до 67 кг пройшов першого суперника з турнірної сітки, тоді як у другому бою на стадії 1/8 фіналу з рахунком 0:5 зазнав поразки від італійця Ніно Бенвенуті, який у підсумку і став переможцем цього олімпійського турніру.

### Професійна кар'єра
1 жовтня 1961 року успішно дебютував на професійному рівні. Вже у дебютному поєдинку завоював титул чемпіона Південної Кореї в середній вазі.
Довгий час не знав поразок, лише у двох його поєдинках було зафіксовано нічию — з досвідченим японцем Сакудзі Синодзавою (34-11-2) та зі своїм товаришем по олімпійській команді Кім Дик Поном (1-0).
10 січня 1965 року став чемпіоном Східно-тихоокеанської боксерської федерації (OPBF) в середній вазі, згодом двічі захистив цей титул та провів кілька успішних рейтингових поєдинків.
Маючи в послужному списку 22 перемоги без жодної поразки, 25 червня 1966 року вийшов на бій проти чемпіона світу в першій середній вазі за версіями Всесвітньої боксерської ради (WBC) та Всесвітньої боксерської асоціації (WBA) його кривдника на Олімпійських іграх Ніно Бенвенуті (65-0). До того непереможний італієць вважався у цьому бою явним фаворитом, проте протистояння між ними тривало всі 15 раундів, і судді розділеним рішенням віддали перемогу Кіму. Таким чином, він став абсолютним чемпіоном світу в першій середній вазі і першим корейцем, який зумів стати чемпіоном світу з боксу.
26 травня 1968 року програв розділеним рішенням італійцю Сандро Маззінгі.

### Подальше життя
Після завершення спортивної кар'єри Кім Гі Су протягом деякого часу працював тренером з боксу. Потім заснував власну компанію та став досить успішним бізнесменом. Був одружений, мав двох синів та двох дочок.
Помер 10 червня 1997 року в Сеулі у віці 57 років від раку печінки.